# 武藤佳恭
武藤 佳恭（たけふじ よしやす、Yoshiyasu Takefuji, 1955年4月30日 - ）は、日本の工学者、武蔵野大学教授、工学博士。専門分野は、ニューラルコンピューティング、電子おもちゃ、セキュリティ、温度差発電、横波スピーカー。2021年と2022年の世界の大学ランキングを決めているTimes Higher Educationの日本代表とAI（データサイエンス）評判評価者。

## 学歴
長崎県長崎市出身。長崎県立長崎東高等学校卒業、1978年：慶應義塾大学工学部電気工卒業。
1980年慶應義塾大学大学院修士課程電気工修了、1983年慶應義塾大学大学院博士課程電気工修了。学位：工学博士（1983年）

## 職歴
- 1983年-1985年：南フロリダ大学コンピュータサイエンス学科客員助教授
- 1985年-1988年：南カロライナ大学コンピュータサイエンス学科助教授
- 1988年-1997年：ケースウエスタンリザーブ大学電気工学準教授
- 1992年-1997年：慶應義塾大学環境情報学部助教授
- 1997年-2021年：慶應義塾大学環境情報学部教授
- 2021年：慶應義塾大学名誉教授
- 2021年-：武蔵野大学データサイエンス学部教授

## 著書
- だれでもわかるディジタル回路（オーム社、1984年）
- ニューロコンピューティング (培風館、1992年)
- CALS産業革命（ジャストシステム、1995年）
- 高度情報化社会のネチケット（共立出版　1996年）
- 高収益企業の情報リテラシー（ダイヤモンド社 1995年）
- Neural Network Parallel Computing (Kluwer Academic Pub., 1992)
- ニューラルコンピューティング（コロナ社　1996年）
- ニューラルネットワーク（産業図書 1996年）
- Neural computing for optimization and combinatorics (WSP, 1996)
- Analog VLSI Neural Networks (KAP 1992)
- Neural Networks in design and manufacturing (WSP 1993)
- コラボレーション（慶應義塾大学湘南藤沢キャンパス1998）
- ディジタルメディア革命（慶應義塾大学出版会 1998）
- 共同体の二〇世紀（ドメス出版 1998）
- Knowledge-based intelligent techniques in industry (CRC 1998)
- Handbook of Internet and Multimedia Systems and Applications (CRC 1998)
- パソコン初心者のための簡単インタネット活用術（同文院 1999）
- 無線アクセスのすべて（翔泳社 2000)
- 応用事例ハンドブック　ニューラルコンピューティング（共立出版　2001)
- ファイバチャネル技術解説書 (論創社　2001)
- 調べてみよう　携帯電話の未来（岩波書店　2003）
- ファイバーチャネル技術解説書II（論創社　2003）
- 知らないと絶対損をするセキュリティの話:デジタル時代の護身術（日経BP　2004）

〔主要論文〕 Science, 245, pp, 1221 1223, 1989. Biological Cybernetics, 63, 5, 337 340, 1990. IEEE Trans. on CAD, 11, 4, 464 474, 1992. IEEE Trans. on Communications, 41, 6, 828 831, 1993. IEEE Trans. on Neural Networks, 3, 1, 139 145, 1992. IEEE Trans. on Medical Imaging, 11, 2, 215 220, 1992. IEEE Trans. on Computers, 42, 497 501, 1993. BioSystems, 27, 2, 85 96, 1992. IEEE Trans. on Vehicular Technology, 41, 4, 430 437, 1992. Biological Cybernetics, 67, 4, 303 308, 1992.